# ル・マン大学

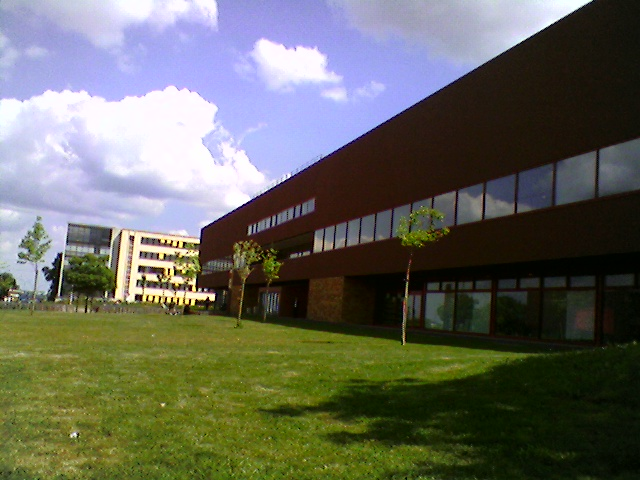
ル・マンの図書館

ル・マン大学（Le Mans Université）はル・マン市に拠点を置くフランスの公立大学。ペイ・ド・ラ・ロワール地域圏サルト県のル・マン市とマイエンヌ県のラヴァル市にそれぞれキャンパスを有する。
3つの学部、2つの技術短期大学部（Institut universitaire de technologie; IUT）、エンジニアリング・スクールであるル・マン高等技術学校（École Nationale Supérieure d'Ingénieurs du Mans; ENSIM）、15の研究ラボ（うち8つは国立科学研究センターに関連するもの）を擁し、理学、工学、文学、言語学、人文学、法学、経済学、経営学のコースがある。2014年時点の学生数は約11,000人、教員・研究員数は630人。
以前はメーヌ大学と称していたが、2017年9月1日からル・マン大学と改称した。

## 歴史
- 1965年　カーン大学が、同大の附属大学として、ル・マン市の端に文系の単科大学を開学することを決定。同大学の経営は、カーン大学とル・マン市が共同で行うこととされた。
- 1966年　地方学生支援センター（Centre Regional des Oeuvres Universitaires et Scolaires; CLOUS）を設置。
- 1967年　業務管理（business management）、経営管理（business administration）、化学の3つの技術短期大学部を設置。
- 1968年　機械工学と生産工学の2つの技術短期大学部を設置。ル・マンはフランスで最小規模の大学付属大学となり、1,600人の学生を輩出した。
- 1969年　ル・マン市とメーヌ大学がカーン大学から独立。
- 1975年　法学部と文学部の2つの学部（Unitē de Formation et de Recherche; UFR）を新設。
- 1977年　高等教育大臣に認証を受け、メーヌ大学が開校。学生数が3000人に達する。
- 1987年　サルト県商工会議所の誘致により、ル・マン高等素材学校（Institut supérieur des matériaux du Mans; ISMANS）がメーヌ大学のキャンパス内に開学。
- 1989年　西キャンパスの隣に高度技術集積都市テクノポール（Technopole）が開かれる。
- 1990年　3つの建物を新設するための予算が配分される。900万フラン（当時）を投じて既設の建物を拡張し、継続教育センター（Centre Universitaire d'Education Permanante; CUEP）を設置。
- 1992年　テクノポールの中心部に欧州音楽技術研究所（Institut technologique européen des métiers de la musique; ittem）が開所。同研究所にフランス全土の学生やヨーロッパ中の学生が集まる。また、ル・マン高等素材学校が技術者資格認定委員会（Commission des Titres d'Ingénieur; CTI）の認可を得て工学の学士認定を開始。同年、ル・マン技術移転センター（Centre de transfert de technologie du Mans; CTTM）が開設され、メーヌ大学との協働を開始。テクノポールと大学との関係が強まる。
- 1997年　国立工芸院が高等地理学・地誌学校（École supérieure des géomètres et topographes; ESGT）をキャンパス内に開設。
- 1998年　ル・マン高等技術学校（ENSIM）を設置。
- 2008年　ペイ・ド・ラ・ロワール地域圏の研究・高等教育拠点（Pôle de recherche et d'enseignement supérieur; PRES）として、地域的大学コンソーシアムのナント・アンジェ・ルマン大学（Université Nantes Angers Le Mans; UNAM）を設立。初期メンバーの一校となる。同年、ル・マン・アコースティック（Le Mans Acoustique）を設置。
- 2009年　ナント・アンジェ・ルマン大学が、高等教育・研究法に定める大学・高等教育機関共同体（Communauté d'Universités et Établissements; COMUE）となる。
- 2013年　学内にリスク・保険研究所（Institut du Risque et de l'Assurance du Mans; IRA）を開所。
- 2014年　フランス保険連盟（Fédération française de l'assurance; FFA）のベルナール・スピッツ会長が、保険大学（Université de l'Assurance）における会員資格をメーヌ大学及びリスク・保険研究所に対して公式に付与。同年、クロード・シャップ記念情報学研究所（Institut d’Informatique Claude Chappe）を設置。
- 2016年1月1日　ナント・アンジェ・ルマン大学が、ブルターニュ地域圏の研究・高等教育拠点だった欧州ブルターニュ大学（Université européenne de Bretagne; UEB）と合併し、科学、文化、専門的性格の公施設法人（établissement public à caractère scientifique, culturel et professionnel; EPSCP）であるブルターニュ・ロワール大学（Université Bretagne Loire）となる。
- 2017年9月1日　メーヌ大学からル・マン大学に改称。

## 構成
ル・マン大学は、3学部、2技術短期学部及び高等技術学校を通じて、4つの分野（(1)芸術・文学・語学、(2)法学・経済学・経営学）、(3)人文社会科学、(4)理学、工学、保健）において140を超える学位を提供している。

### 学部
- 法・経済・経営学部
- 芸術・人文・社会科学部
- 理工学部

### 研究所及び技術短期大学部
- ラヴァル技術短期大学部（IUT de Laval）
- ル・マン技術短期大学部（IUT du Mans）
- ル・マン高等技術学校（ENSIM）
- ル・マン・アコースティック
- クロード・シャップ記念情報学研究所
- リスク・保険研究所（IRA）

### 研究室
- 音響学：ル・マン大学音響研究室（Laboratoire d’Acoustique de l’Université du Mans; LAUM）
- 分子・素材：ル・マン分子・素材研究室（Institut des Molécules et de Matériaux du Mans; IMMM）
- 情報学：ル・マン大学情報学研究室（Laboratoire d’Informatique de l’Université du Mans; LIUM）
- 生物学：海洋・分子・保健研究室（Mer, Molécules, Santé; MMS）
- 数学：ル・マン数学研究室（Laboratoire Manceau de Mathématiques; LMM）
- 地質学：ナント惑星科学・地球力学研究室（Laboratoire de Planétologie et Géodynamique de Nantes; LPG）
- 身体活動・スポーツ学：拍動・相互作用・パフォーマンス研究室（Motricité, Interactions, Performances; MIP）、暴力・イノベーション・政治・社交及びスポーツ研究室（Violences, Innovations, Politiques, Socialisations et Sports; VIPS²）
- 地理学：宇宙・社会研究室（Espaces et Sociétés; ESO Le Mans）
- 歴史学：西部歴史研究センター（Centre de Recherches Historiques de l’Ouest; CERHIO）、考古学・考古科学・歴史研究センター（Centre de Recherche en Archéologie, Archéosciences, Histoire; CRéAAH）
- 教育学：ナント教育研究センター（Centre de Recherche en Education de Nantes; CREN-Le Mans）
- 経済学及び経営学：経歴・給与水準分析グループ（Groupe d’Analyse des Itinéraires et Niveaux Salariaux; GAINS）
- 法学：THEMIS-UM
- 文学及び言語学：ル・マン大学及びアンジェ大学言語・文学・言語学研究室（Langues, Littératures, Linguistiques des Universités du Mans et d’Angers; 3L.AM）

## 大学関係者

### 著名な出身者
- フランソワ・フィヨン、首相
- エマニュエル・モワール（Emmanuel Moire）、歌手
- マルク・ジューラン（Marc Joulaud）、政治家
- セバスチャン・ボーデ、自動車競技

### 著名な教員
- Jean Gouhier, géographe et rudologue
- マシュー・ゴストラ（Matthieu Gosztola）、作家
- Patrick Besnier, chroniqueur, journaliste et critique
- マリエッタ・カラマンリ（Marietta Karamanli）、政治家
- アントワン・コンパニョン（Antoine Compagnon）、作家、評論家
- Dominique Avon, historien de l'histoire des religions
- Jean-Claude Allain, historien de la diplomatie internationale
- Olivier Le Cour Grandmaison, historien et politologue
- クリスティアン・フィリップ（Christian Philip）、政治家
- ジャン-マリー・コンスタン（Jean-Marie Constant）、名誉教授、前・芸術・人文・社会科学部長
- ベルトラン・ルーヴェル（Bertrand Louvel）、破毀院長官
- Denis Mazeaud, juriste et professeur agrégé
- ジェラール・フェレイ（Gérard Férey）、化学者
- ニコル・エル・カルーイ（Nicole El Karoui）、数学者

## 参照
- フランス公立大学リスト